# Mardasson Memorial
Das Mardasson Memorial oder Mardasson Denkmal ist ein Monument bei der belgischen Stadt Bastogne, das 1950  zu Ehren der 76.890 Soldaten der US Army errichtet wurde, die im Verlauf der Ardennenoffensive verwundet, getötet oder vermisst wurden. Es liegt auf dem Mardasson-Hügel etwa 2 Kilometer nordöstlich des Stadtzentrums. Bei der Belagerung von Bastogne hatten eingekesselte amerikanische Truppen im Dezember 1944 allen Angriffen der deutschen Wehrmacht erfolgreich standgehalten.

## Geschichte

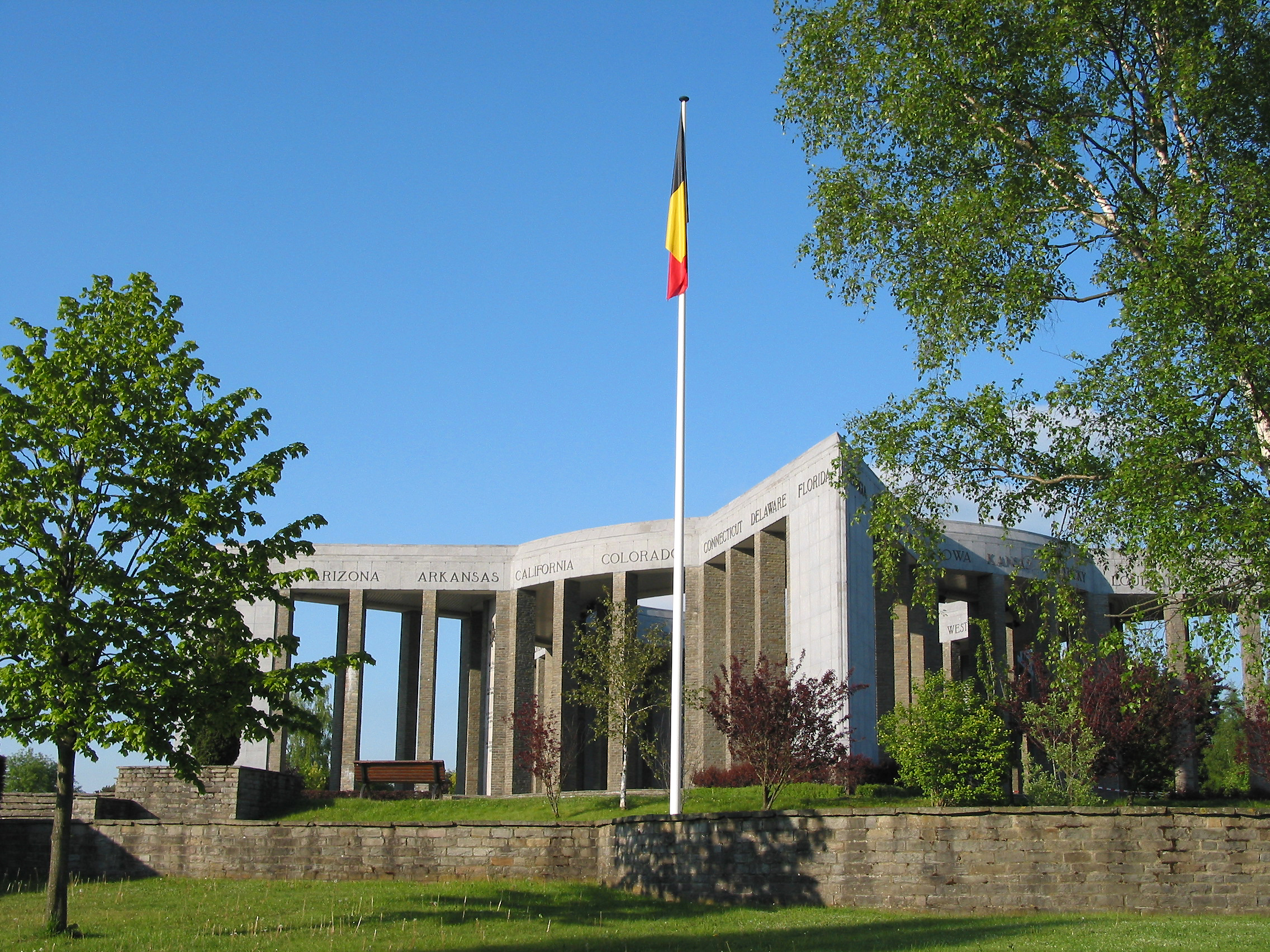
Das Mardasson Memorial

Belgien ließ das Denkmal 1950 als Zeichen der Dankbarkeit für die Befreiung des Landes durch US-amerikanischen Truppen und ihre Verbündeten errichten. Der Bau ging auf einen Vorschlag zurück, den die belgisch-amerikanische Gesellschaft (A.B.A.), ein Gremium bedeutender belgischer Persönlichkeiten, bereits 1945, unmittelbar nach dem Ende des Zweiten Weltkriegs, gemacht hatte. Sie wollten damit an die vielen jungen Amerikaner erinnern, die in den Krieg gezogen waren und auch für die Befreiung Belgiens ihr Leben riskiert oder gegeben hatten.
Am 4. Juli 1946 wurde zunächst eine Gedenktafel an der für das Denkmal vorgesehenen Stelle enthüllt. Sie hatte folgende Inschrift:
LIBERATORIBUS AMERICANIS
POPVLVS BELGICVS MEMOR
IV.VII.MCMXLVI
(Übersetzung: Zum Andenken an die Befreiung des belgischen Volkes durch die Amerikaner.  4. Juli 1946)
Im Zuge der Gedenkfeier hob der Bürgermeister von Bastogne  etwas Erde aus, die in Anwesenheit des amerikanischen Botschafters in einem Behälter aus Malachit versiegelt wurde. Dieser wiederum wurde in einer Kiste aus Ebenholz mit einer speziell dafür abgestellten DC4 der Sabena nach Washington geflogen und vom stellvertretenden belgischen Verteidigungsminister an US-Präsident Harry Truman überreicht.
Bei der Einweihung des Denkmals am 16. Juli 1950 waren neben Würdenträgern aus Belgien und den Vereinigten Staaten auch Regierungsmitglieder aus Großbritannien, Frankreich, den Niederlanden und Luxemburg anwesend sowie zahlreiche Veteranen-Vereine, der Architekt Georges Dedoyard und der Auftraggeber Félicien Calay.

## Gestaltung
Das Denkmal hat – wie die Sterne der US-Flagge – die Form eines Pentagramms mit Seitenlängen von 31 Metern und einer Höhe von 12 Metern. In seiner Mitte befindet sich eine kreisförmige Galerie mit einem Durchmesser von 20 Metern, die von allen Seiten mit Säulen umgeben ist.
Auf der oberen Plattform befindet sich ein Rundgang. An jeder der fünf Ecken des sternförmigen Gebäudes ist ein Steintisch errichtet, auf dem eine Karte der Umgebung eingraviert ist und der die verschiedenen Stationen der Ardennenoffensive zeigt. Die 50 Bundesstaaten der USA sind jeweils am oberen Rand eingraviert, auch wenn Alaska und Hawaii bis 1959 nur US-Territorien waren. Entlang der Außenseite sind die Abzeichen der an der Ardennenschlacht beteiligten US-Divisionen zu finden. An der Innenseite ist der Verlauf des Kampfes auf zehn Inschriften geschildert.
In den Hügel wurde zur Erinnerung an die 76.890 gefallenen, verletzten oder vermissten amerikanischen Soldaten eine Krypta eingelassen. Dort befinden sich drei Altare für den katholischen, protestantischen und jüdischen Gottesdienst. Die in der Krypta gefertigten Mosaike sind die Werke des französischen Künstlers Fernand Léger.

## Sonstiges
In Recogne, sechs Kilometer nördlich von Bastogne, befindet sich ein deutscher Soldatenfriedhof. Dort liegen 6.807 Wehrmachtsangehörige. Gefallene des Zweiten Weltkriegs.